# Renașterea paleologă
Renașterea paleologă a fost ultima perioadă de dezvoltare a artei bizantine în cadrul Imperiului Bizantin, înainte de Căderea Constantinopolului. Este plasată în timpul domniei Împăraților dinastiei Paleologe.